# Ofelia
För andra betydelser, se Ofelia (olika betydelser).

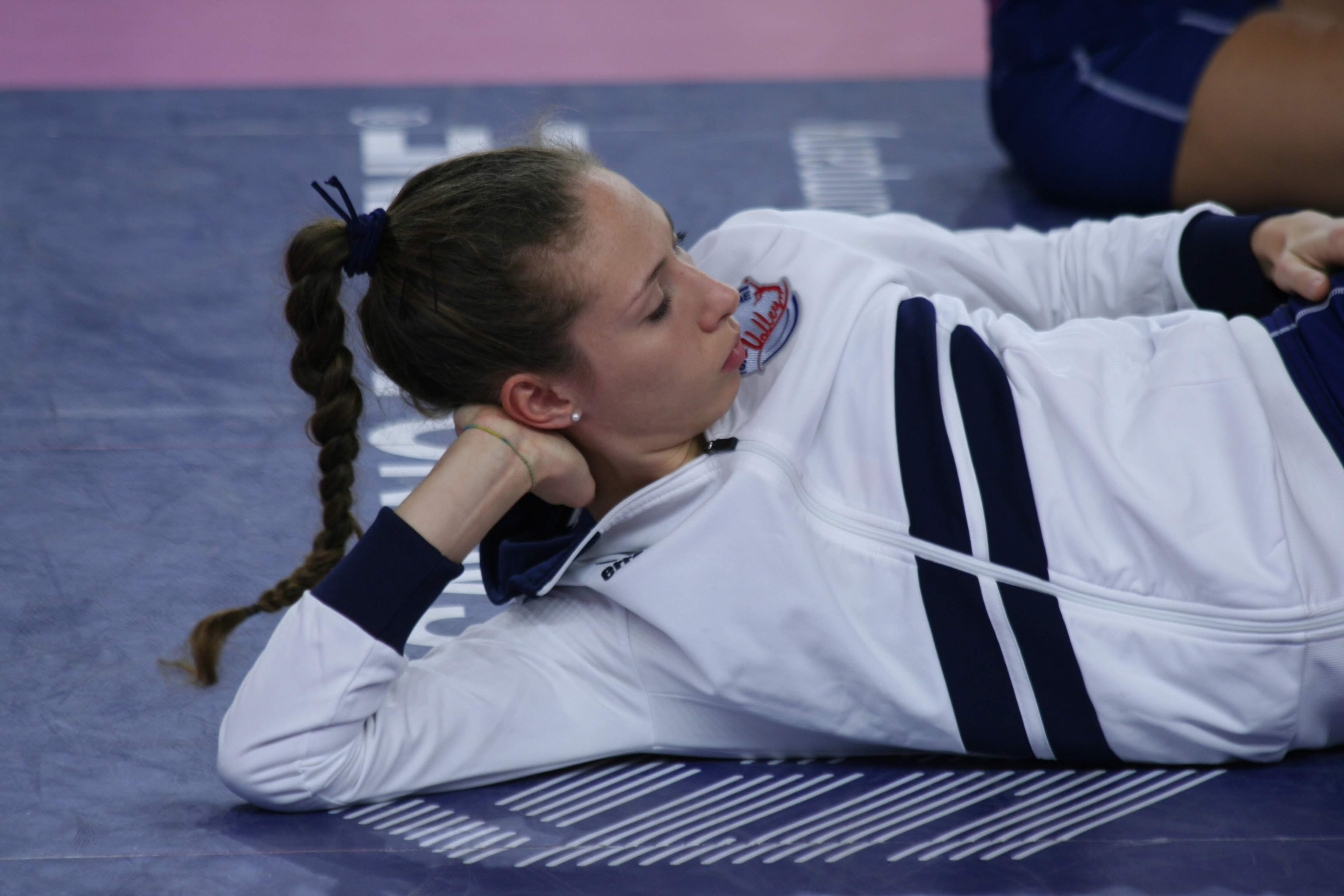
Malinov Ofelia, 2018.

Ofelia är ett kvinnonamn som kommer av grekiskans Ὀφέλας och betyder "hjälp". Det är ett ovanligt förnamn eftersom det förknippas med William Shakespeares tragiska hjältinna Ofelia i pjäsen Hamlet. 
Den 31 december 2014 fanns det totalt 762 kvinnor folkbokförda i Sverige med namnet Ofelia, varav 404 bar det som tilltalsnamn.

## Personer med namnet Ofelia
- Ofelia Malinov, italiensk volleybollspelare
- Ofelia Jarl Ortega, svensk dansare, koreograf och kompositör
- Ofelia Rodríguez Acosta, kubansk författare, journalist och feministisk aktivist
- Ofelia Uribe de Acosta, colombiansk rösträttsaktivist och författare